# Alfred Bertrang

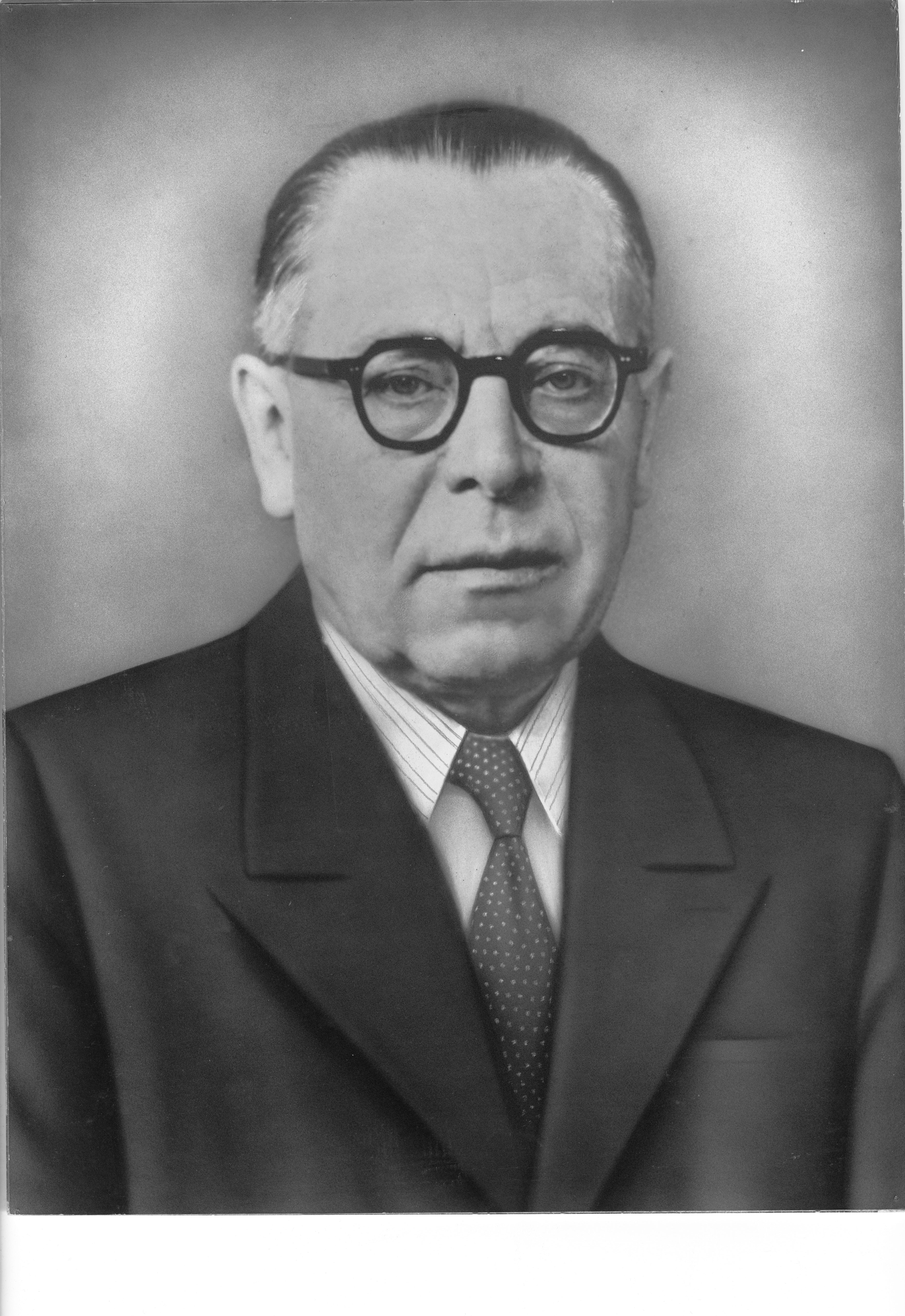
Alfred Bertrang

 Alfred Alphonse Michel Bertrang (Aarlen, 31 maart 1880 - Luik, 25 oktober 1962) was een Belgisch senator en historicus.

## Levensschets
Bertrang werd doctor in de wijsbegeerte en letteren en werd leraar aan het Koninklijk Atheneum van Aarlen (1904-1938).
In 1938 werd hij gemeenteraadslid van Aarlen en bleef dit tot in 1958. Hij werd ook directeur van het Stedelijk Museum.
In 1946 werd hij katholiek senator voor het arrondissement Aarlen en in 1949 provinciaal senator voor de provincie Luxemburg, een mandaat dat hij bekleedde tot in 1950.
Hij was lid van de Hoofdraad van het Sint-Vincentius a Paulogenootschap in België (1933-1940) en voorzitter van het Sint-Vincentius a Paulogenootschap in Aarlen (tot aan zijn dood).

## Publicaties
- Hyppoliet Van Peene, 1903
- Histoire de l'Incendie d'Arlon en 1785. Preface par Godefroid Kurth, Aarlen, 1914.
- Grammatik der Areler Mundart", Brussel, 1921.
- Histoire de l'Athenee royal d'Arlon, Aarlen, 1929.
- Godefroid Kurth, in: Bulletin trimestriel de l'Institut archeologique du Luxembourg, 1931.
- Le Musee luxembourgeois. Archeologie, histoire, folklore. Guide sommaire, Aarlen, 1935.
- Histoire d'Arlon, Aarlen, 1940 en 1953.